# 赤卫区
赤卫区（1968年10月—1978年4月）是中华人民共和国福建省福州市历史上的一个市辖区。
1968年10月，台江区改名为赤卫区。1970年2月，原鼓山公社并入赤卫公社，划归赤卫区。1973年11月，赤卫区的赤卫公社拆分为赤卫公社和东风公社2个公社，仍属赤卫区。1975年2月，赤卫区的赤卫公社划为蔬菜生产基地，直属福州市革命委员会；3月，撤销赤卫区的东风公社，按原鼓山地区和鼓岭地区划分为鼓山公社和鼓岭公社，隶属赤卫区。1978年4月，赤卫区复名为台江区。